# Arbia (Asciano)
Arbia è una frazione del comune italiano di Asciano, nella provincia di Siena, in Toscana.

## Geografia fisica
Arbia si trova a cavallo tra la val d'Arbia e le crete senesi, lungo la sponda meridionale dell'omonimo torrente, al confine con i comuni di Siena e Castelnuovo Berardenga. Arbia confina a nord con Taverne d'Arbia, frazione di Siena che si estende sulla sponda settentrionale del torrente, e ad est con il comune di Castelnuovo Berardenga.

## Storia
Il primo nucleo del centro abitato sorse nel XIX secolo nei pressi della colonna lorenese all'incrocio tra la strada che congiunge Siena ad Arezzo passando per Monteaperti, via Aretina, con quella verso Asciano, la storica via Lauretana.
Unico collegamento stradale tra Arbia e Siena è da secoli lo storico ponte sul torrente stesso, sulla strada verso Siena. Documentato nel 1353, fu sostituito da un ponte a tre arcate nel 1787 su incarico del granduca Pietro Leopoldo e progetto dell'ingegnere Pietro Ferroni. Distrutto dall'esercito tedesco in fuga da Asciano verso Siena nel luglio 1944, venne ricostruito fedelmente dopo la seconda guerra mondiale. Tra il 1896 ed il 1897 fu realizzata la nuova tratta ferroviaria Siena-Chiusi e nel 1898 venne inaugurato lo scalo ferroviario (stazione di Arbia). La stazione serviva principalmente per il carico e scarico del carbone: furono infatti costruiti i magazzini e uno dei primissimi edifici fu il palazzo Venturini in prossimità del passaggio a livello. Per la presenza della stazione ferroviaria, il centro abitato venne inizialmente chiamato Arbia Scalo.
All'inizio del XX secolo, favorita dalla presenza della ferrovia, fu fondata l'azienda di laterizi "Cotto Arbia", e sorsero alcuni edifici lungo via Lauretana, tra cui il palazzo di Montieri per ospitare le famiglie di chi lavorava nell'azienda. Risalgono ai primi anni cinquanta la chiesa di San Giuseppe in via Aretina e il relativo complesso parrocchiale. Durante gli anni settanta e ottanta la frazione si espanse con una serie di lottizzazioni residenziali e una piccola area artigianale. Nel 2002 venne realizzata la lottizzazione "Monselvoli", andando a inglobare nel tessuto urbano la vicina località di Monselvoli.

## Monumenti e luoghi d'interesse

### Architetture religiose
- Chiesa di San Giuseppe, è stata edificata nel 1952. Originariamente presentava una facciata a capanna con paramento in laterizio faccia a vista, due lesene angolari e una basamento in travertino; sopra al portale un rosone incorniciato.[2] L'intero complesso diocesano è stato restaurato e trasformato in un centro Caritas diocesano, inaugurato dal vescovo di Siena nel novembre 2018.

### Architetture civili
- Colonna napoleonica (inizio XIX secolo)
- Palazzo Venturini
- Palazzo di Montieri
- Paradiso di Monselvoli
- Ponte sul torrente Arbia (1787, ricostruito nel 1944)

## Cultura

### Scuole
La frazione di Arbia è sede della scuola elementare "Gianni Rodari" dal 1985 e della scuola infantile "Fabrizio Guerrini" dal 1990.

## Economia
Nei primi anni del XX secolo, l'azienda "Cotto Arbia" dette inizio alla produzione di laterizi nello stabilimento di Arbia. Nel 2002 la produzionei fu trasferita definitivamente nello stabilimento di Castelnuovo Scalo nei pressi della linea ferroviaria Siena-Chiusi, mentre la sede legale è rimasta ad Arbia.

## Infrastrutture e trasporti

### Ferrovie
- Ferrovia Siena-Chiusi
  - Stazione di Arbia

AUTOBUS
La linea S5 collega Arbia a Siena 

## Sport
Nella frazione di Arbia ha sede dal 1983 il Gruppo Sportivo Arbia 83. Presso il "Prato di Arbia", in viale Toscana, si trova anche un'area sportiva con centro servizi, bocciodromo, campo da tennis e pista polivalente.
La gara ciclistica Strade Bianche (con arrivo a piazza del Campo a Siena) ha spesso incluso nel suo percorso alcune strade sterrate circondanti Arbia.

## Galleria d'immagini

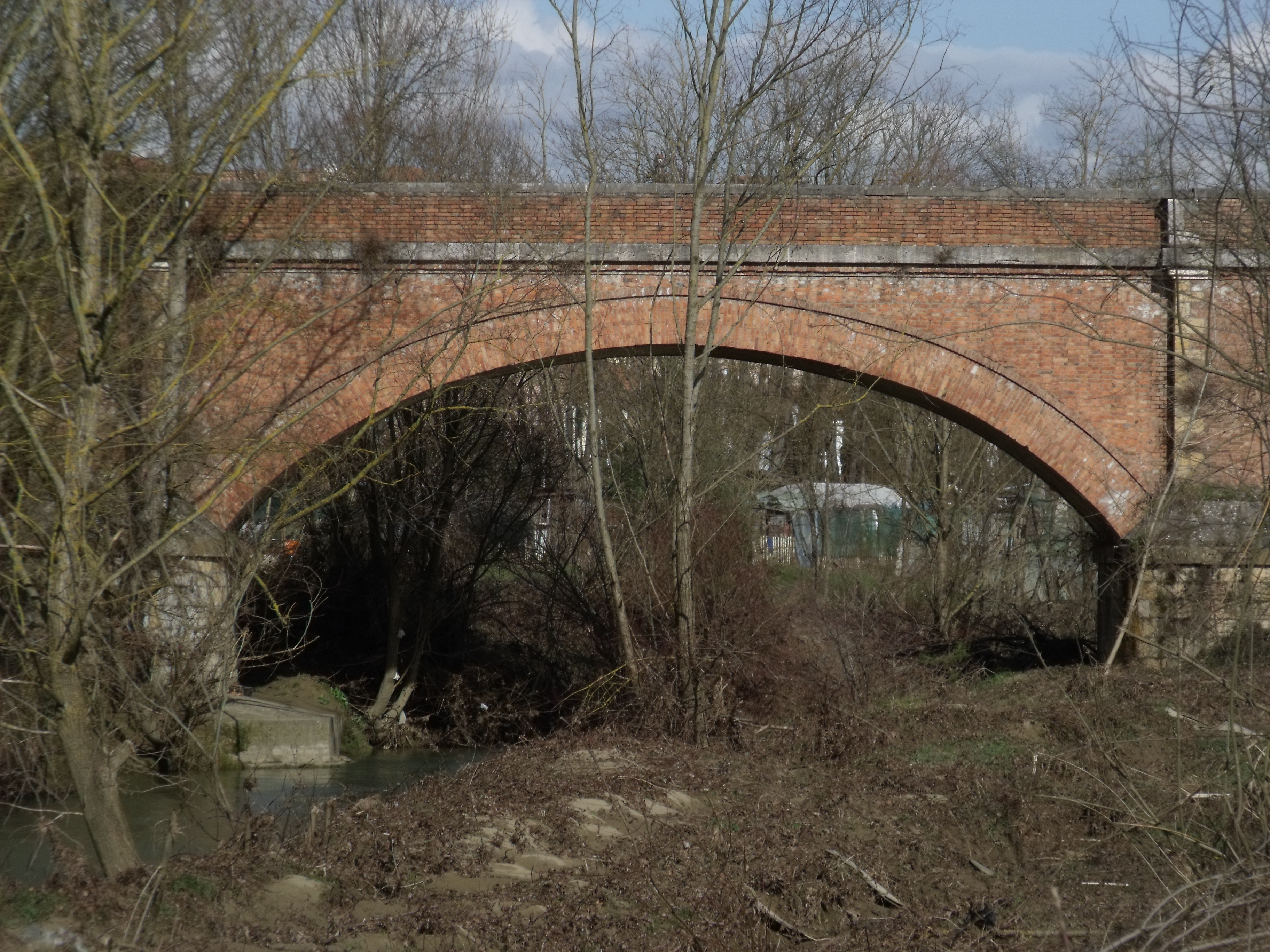
Il ponte della ferrovia sul fiume Arbia
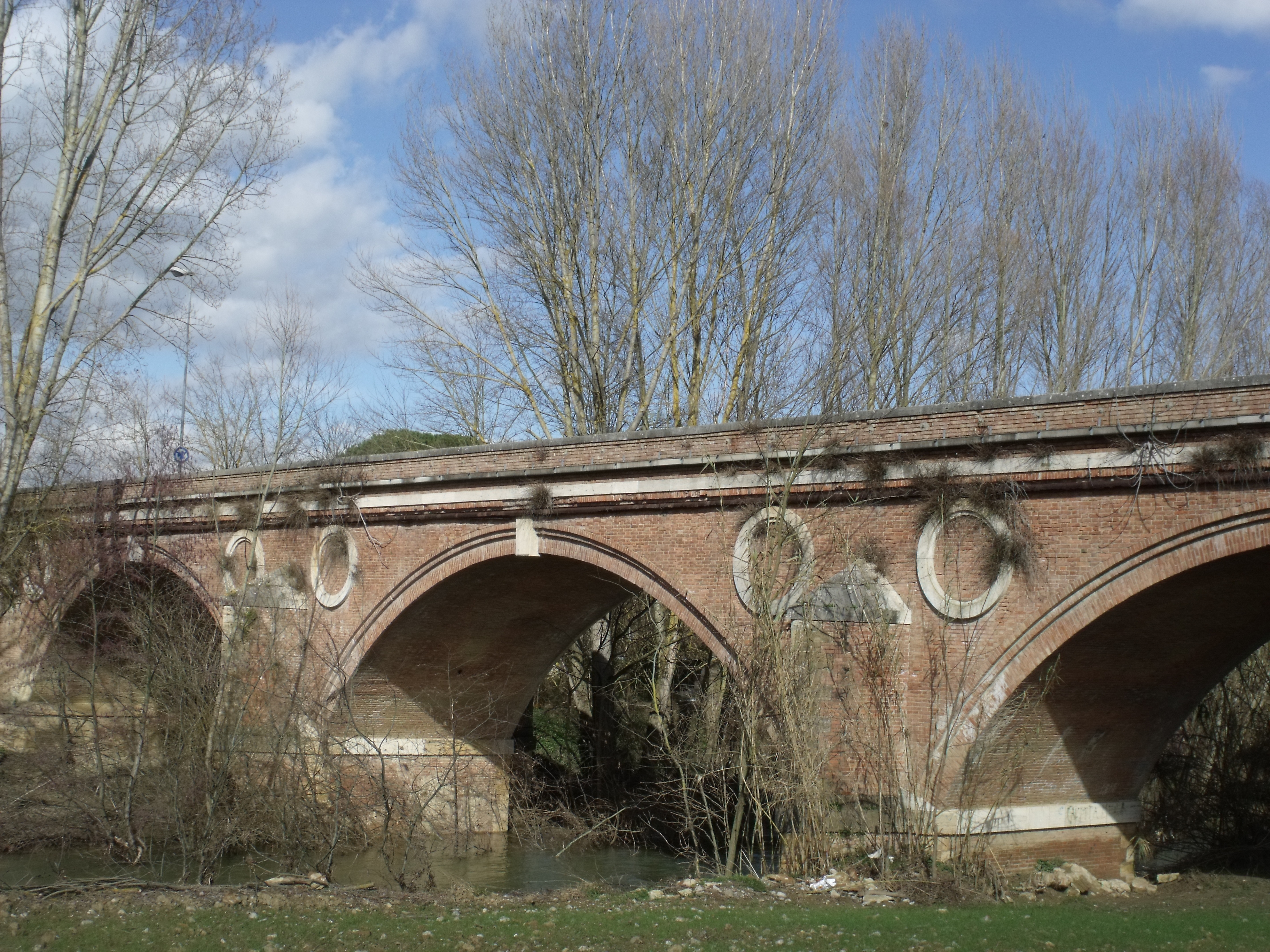
Lo storico ponte a tre arcate progettato nel 1787 da Pietro Ferroni tra Taverne d'Arbia ed Arbia.
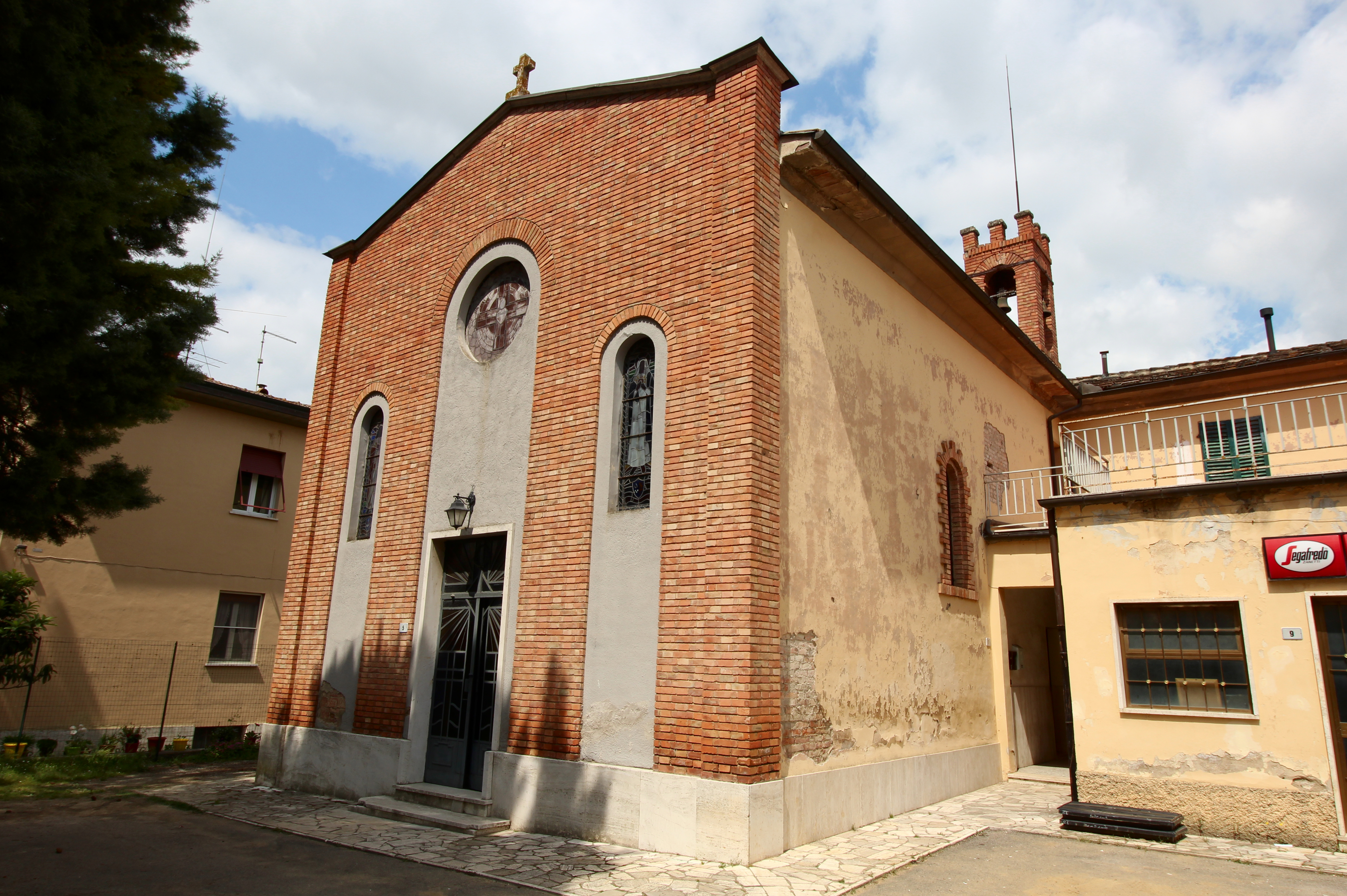
La chiesa di San Giuseppe prima dei lavori di restauro del 2018
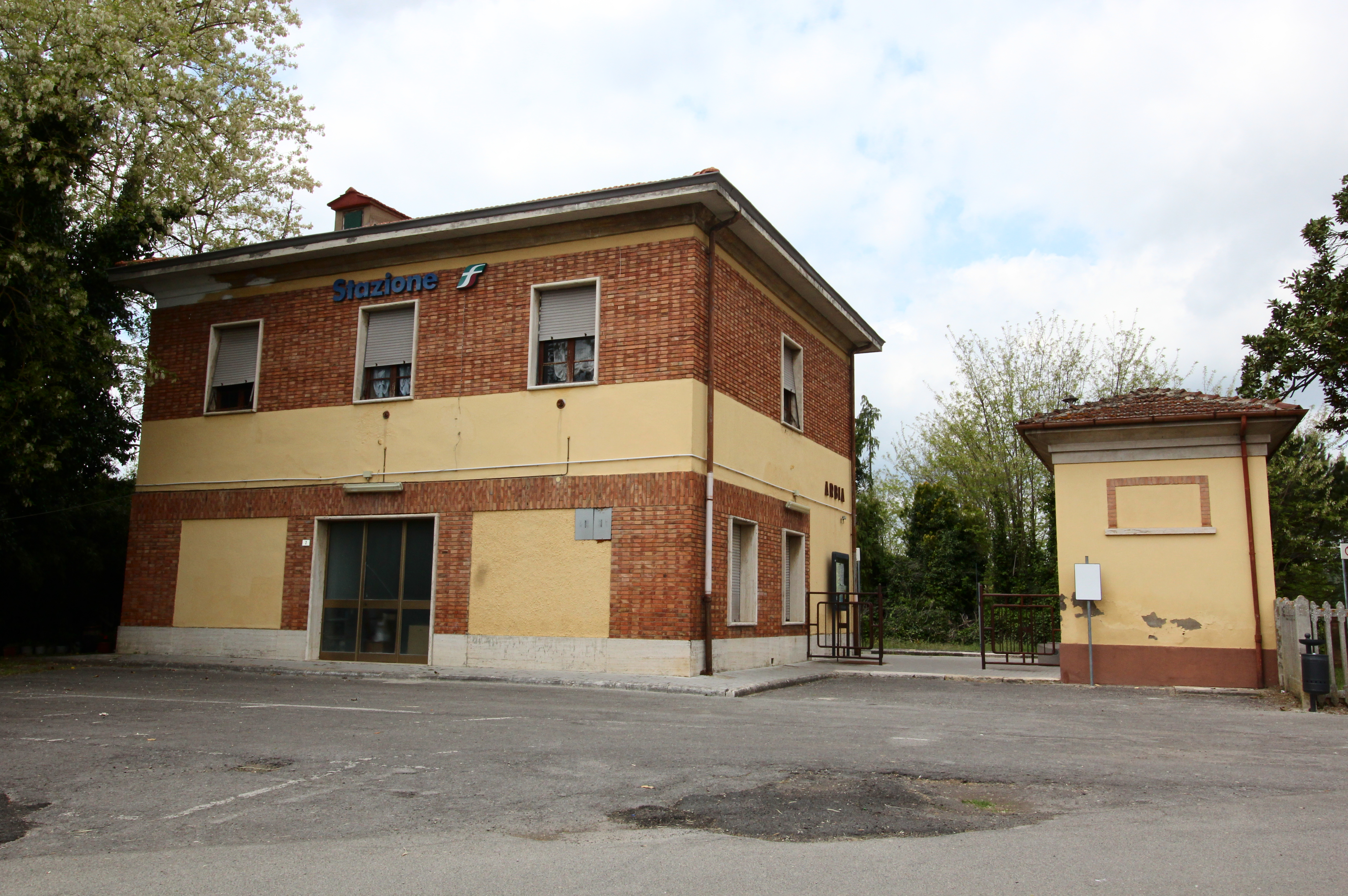
La stazione ferroviaria di Arbia